# Paso Hospital
Paso Hospital o también conocida simplemente como Hospital es una localidad uruguaya del departamento de Rivera.

## Ubicación
La localidad se encuentra situada en la zona oeste del departamento de Rivera, al sur del arroyo del Hospital, junto a la ruta 6. Dista 18 km de la localidad de Vichadero y 144 km de la ciudad de Rivera. La frontera con Brasil se encuentra 20 km al norte, por la ruta 6.

## Población
Según el censo de 2011, la localidad contaba con una población de 295 habitantes.
| --            | 293 | 295 |
| (Fuente: INE) |     |     |